# Пястовиці (Опольське воєводство)
Пястовиці (пол. Piastowice, нім. Groß Piastenthal) — село в Польщі, у гміні Любша Бжезького повіту Опольського воєводства.
Населення — 152 особи (2011).
У 1975-1998 роках село належало до Опольського воєводства.

## Демографія
Демографічна структура станом на 31 березня 2011 року:
|          | Загалом | Допрацездатний вік | Працездатний вік | Постпрацездатний вік |
| -------- | ------- | ------------------ | ---------------- | -------------------- |
| Чоловіки | 76      | 13                 | 62               | 1                    |
| Жінки    | 76      | 16                 | 46               | 14                   |
| Разом    | 152     | 29                 | 108              | 15                   |